# Oluf Brockenhuus
Oluf Brockenhuus (1611 – 72) til Hjulebjærg, var en dansk adelsmand, søn af Frands Brockenhuus og Anne Thott.
Han betrådte embedsbanen 1629 ved at blive sekretær i det danske Kancelli, hvilken stilling han beklædte til 1641. I dette år forlenedes han med Lyse Kloster i Norge og den rest af Svendstrup Len, som var bleven tilbage, efter at den største del af lenet var bleven mageskiftet til Roskilde Kapitel.
Medens han beholdt det sidste Len til 1666, havde han kun Lyse Kloster til 1647; 1646 havde han derimod fået embedet som Slotsherre på Københavns Slot, hvilken stilling han beklædte til 1651. I denne tid benyttedes han i forskellige hverv, således førte han 1646 sagen mod den bornholmske Lensmand Holger Rosenkrantz og havde 1651 at gøre med forhørene over Dina Winhovers. I 1651 blev han Lensmand på Holbæk og ombyttede dette Len 1653 med Tune og Vemb Skibreder, Aabygge og Hvalør i Norge, hvilke Amter han beholdt efter 1660.
Han havde desuden et Kanonikat i Oslo Domkirke og Kantordømmet i Roskilde Kapitel. Under Københavns belejring opholdt han sig i staden og fik gentagne gange det hverv at mønstre borgerskabet; af de svenske beskyldtes han for at stå i forbindelse med Corfits Ulfeldt i Malmø om planer til at redde byen. Sikkert er det, at han var en nær ven af det Ulfeldtske hus og vedblev at bevare dette venskab under den modgang, som overgik det.
Dog ramte den kongelige unåde ham derfor ikke straks. Han benyttedes også efter 1660 i forskellige forretninger og blev 1662 Landsdommer i Sjælland, muligvis på Henrik Bielkes Forestillinger; men han fik næppe det store Len, Ringsted Kloster, som tidligere havde været knyttet til Landsdommerembedet; 1664 fik han derimod bolig på Kongsgården i Ringsted og i 1665 løfte om en fast løn af 600 Rdl. Lønnen blev ham imidlertid ikke regelmæssig udbetalt, og dette i forening med andre omstændigheder bevirkede den sørgeligste tilbage gang i hans økonomiske forhold. To kreditorer fik i 1669 kongeligt arrestbrev på ham, og en tredje 1672 indvisning i hans resterende løn.
Den forhen så ansete mand døde også ganske ubemærket 1672. -- Gift 1. med Karen Jacobsdatter Ulfeldt (d. 1658) og 2. (1663) med Vivike Henriksdatter Bille (d. 1699).

## Fiktion
Oluf Brockenhuus har en mindre rolle i Carit Etlars roman Gøngehøvdingen. I kapitel 2 og 3 optræder han som den ældre modsætning til den unge og populære Kaj Lykke.